# Іда Гулкко
Іда Гулкко (фін. Ida Hulkko, 12 грудня 1998) — фінська плавчиня.
Призерка Чемпіонату Європи з водних видів спорту 2020 року.